# 丘胡伊夫空軍基地襲擊
2022年2月24日，烏克蘭哈爾科夫州丘胡伊夫（或叫丘古耶夫）的丘胡伊夫空軍基地成為俄羅斯軍隊空襲的目標，這是2022年俄羅斯入侵烏克蘭期間烏克蘭東部攻勢的一部分。

## 背景
丘胡伊夫空軍基地位於烏克蘭哈爾科夫州的丘胡伊夫市。該空軍基地與舊康斯坦丁尼夫和尼可拉耶夫的基地一樣，是用作存放拜拉克塔爾TB2無人機的軍用機場。

## 襲擊
在俄羅斯軍事入侵烏克蘭的幾個小時內，俄羅斯飛彈襲擊了丘胡伊夫空軍基地。襲擊發生後，美國太空技術公司馬薩爾科技發布了衛星圖像，披露了飛彈襲擊造成的損害。根據開源情報訊息，這次襲擊對燃料庫和其他機場基礎設施造成了損害。此外，停泊在空軍基地的至少五架L-39信天翁噴射教練機被摧毀或嚴重損壞。據報道，在俄羅斯火箭襲擊中，四架拜拉克塔爾TB2無人機被遺棄在該基地，隨後被烏克蘭軍隊摧毀。

## 後續襲擊
2022年4月10日，俄羅斯官員聲稱他們的部隊瞄準了丘胡伊夫空軍基地的S-300防空系統。